# Roland Rohowsky
Roland Rohowsky (ur.  1967 – Stuttgart) – niemiecki brydżysta, World Life Master (WBF), European Master (EBL).
Roland Rohowsky jest profesjonalnym brydżystą.

## Wyniki brydżowe

### Olimpiady
Na olimpiadach uzyskał następujące rezultaty:
| Olimpiady brydżowe. Zawody teamów | Olimpiady brydżowe. Zawody teamów | Olimpiady brydżowe. Zawody teamów | Olimpiady brydżowe. Zawody teamów | Olimpiady brydżowe. Zawody teamów | Olimpiady brydżowe. Zawody teamów |
| Rok                               | Miejsce                           | Zawody                            | Kategoria                         | Drużyna                           | Pozycja                           |
| --------------------------------- | --------------------------------- | --------------------------------- | --------------------------------- | --------------------------------- | --------------------------------- |
| 2012                              | Lille                             | 2. Olimpiada Sportów Umysłowych   | Open                              | Germany                           | 9                                 |
| 1992                              | Salsomaggiore                     | 9. Olimpiada Teamów               | Open                              | Germany                           | 17                                |

### Zawody światowe
W światowych zawodach zdobył następujące lokaty:
| Mistrzostwa Świata. Konkurencja teamów | Mistrzostwa Świata. Konkurencja teamów | Mistrzostwa Świata. Konkurencja teamów   | Mistrzostwa Świata. Konkurencja teamów | Mistrzostwa Świata. Konkurencja teamów | Mistrzostwa Świata. Konkurencja teamów |
| Rok                                    | Miejsce                                | Zawody                                   | Kategoria                              | Drużyna                                | Pozycja                                |
| -------------------------------------- | -------------------------------------- | ---------------------------------------- | -------------------------------------- | -------------------------------------- | -------------------------------------- |
| 2013                                   | Nusa Dua                               | 41. Mistrzostwa Świata Teamów            | Open                                   | Germany                                | 12                                     |
| 2013                                   | Nusa Dua                               | 41. Mistrzostwa Świata Teamów            | Trans                                  | Deutschland                            | 10                                     |
| 2011                                   | Veldhoven                              | 40. Mistrzostwa Świata Teamów            | Trans                                  | Bamruhe                                | 29                                     |
| 2002                                   | Montreal                               | 11. Mistrzostwa Świata                   | Open                                   | Rohowsky                               | 33                                     |
| 1998                                   | Lille                                  | 10. Mistrzostwa Świata                   | Open                                   | Reps                                   | 81                                     |
| 1994                                   | Albuquerque                            | 9. Mistrzostwa Świata                    | Open                                   | Reps                                   | 33                                     |
| 1993                                   | Aarhus                                 | 4. Młodzieżowe Mistrzostwa Świata Teamów | Juniorzy                               | Germany                                | 1                                      |
| 1990                                   | Genewa                                 | 8. Mistrzostwa Świata                    | Open                                   | Ludewig                                | 1                                      |

| Mistrzostwa Świata. Konkurencja par | Mistrzostwa Świata. Konkurencja par | Mistrzostwa Świata. Konkurencja par | Mistrzostwa Świata. Konkurencja par | Mistrzostwa Świata. Konkurencja par | Mistrzostwa Świata. Konkurencja par |
| Rok                                 | Miejsce                             | Zawody                              | Kategoria                           | Partner                             | Pozycja                             |
| ----------------------------------- | ----------------------------------- | ----------------------------------- | ----------------------------------- | ----------------------------------- | ----------------------------------- |
| 2002                                | Montreal                            | 11. Mistrzostwa Świata              | Open                                | Bernhard Bussek                     | 79                                  |

| Mistrzostwa Świata. Konkurencja indywidualna | Mistrzostwa Świata. Konkurencja indywidualna | Mistrzostwa Świata. Konkurencja indywidualna | Mistrzostwa Świata. Konkurencja indywidualna | Mistrzostwa Świata. Konkurencja indywidualna | Mistrzostwa Świata. Konkurencja indywidualna |
| Rok                                          | Miejsce                                      | Zawody                                       | Kategoria                                    | Pozycja                                      |                                              |
| -------------------------------------------- | -------------------------------------------- | -------------------------------------------- | -------------------------------------------- | -------------------------------------------- | -------------------------------------------- |
| 1996                                         | Paryż                                        | 3. Indywidualne Mistrzostwa Świata           | Open                                         | 26                                           |                                              |
| 1994                                         | Paryż                                        | 2. Indywidualne Mistrzostwa Świata           | Open                                         | 12                                           |                                              |
| 1992                                         | Paryż                                        | 1. Indywidualne Mistrzostwa Świata           | Open                                         | 20                                           |                                              |

### Zawody europejskie
W europejskich zawodach zdobył następujące lokaty:
| Zawody europejskie. Konkurencja teamów | Zawody europejskie. Konkurencja teamów | Zawody europejskie. Konkurencja teamów    | Zawody europejskie. Konkurencja teamów | Zawody europejskie. Konkurencja teamów | Zawody europejskie. Konkurencja teamów |
| Rok                                    | Miejsce                                | Zawody                                    | Kategoria                              | Drużyna                                | Pozycja                                |
| -------------------------------------- | -------------------------------------- | ----------------------------------------- | -------------------------------------- | -------------------------------------- | -------------------------------------- |
| 2014                                   | Abacja                                 | 52. Mistrzostwa Europy Teamów             | Open                                   | Germany                                | 6                                      |
| 2013                                   | Opatija                                | 12. Puchar Europy                         | Open                                   | Bamberger Reiter                       | 9                                      |
| 2013                                   | Ostenda                                | 6. Otwarte Mistrzostwa Europy             | Open                                   | Deutschland                            | 5                                      |
| 2012                                   | Dublin                                 | 51. Mistrzostwa Europy Teamów             | Open                                   | Germany                                | 6                                      |
| 2011                                   | Bad Honnef                             | 10. Puchar Europy                         | Open                                   | Karlsruher BSC                         | 4                                      |
| 2003                                   | Mentona                                | 1. Otwarte Mistrzostwa Europy             | Miksty                                 | Liss                                   | 32                                     |
| 2003                                   | Mentona                                | 1. Otwarte Mistrzostwa Europy             | Open                                   | Gromoeller                             | 17                                     |
| 1998                                   | Akwizgran                              | 5. Mistrzostwa Europy Mikstów             | Miksty                                 | Rohowsky                               | 52                                     |
| 1995                                   | Vilamoura                              | 42. Mistrzostwa Europy Teamów             | Open                                   | Germany                                | 17                                     |
| 1994                                   | Barcelona                              | 3. Mistrzostwa Europy Mikstów             | Miksty                                 | Gromoeller                             | 50                                     |
| 1992                                   | Paryż                                  | 13. Młodzieżowe Mistrzostwa Europy Teamów | Juniorzy                               | Germany                                | 2                                      |
| 1991                                   | Killarney                              | 40. Mistrzostwa Europy Teamów             | Open                                   | Germany                                | 12                                     |
| 1990                                   | Neumünster                             | 12. Młodzieżowe Mistrzostwa Europy Teamów | Juniorzy                               | Germany                                | 4                                      |
| 1988                                   | Płowdiw                                | 11. Młodzieżowe Mistrzostwa Europy Teamów | Juniorzy                               | Germany                                | 8                                      |
| 1986                                   | Budapeszt                              | 10. Młodzieżowe Mistrzostwa Europy Teamów | Juniorzy                               | Germany                                | 10                                     |
| 1984                                   | Hasselt                                | 9. Młodzieżowe Mistrzostwa Europy Teamów  | Juniorzy                               | Germany                                | 12                                     |

| Zawody europejskie. Konkurencja par | Zawody europejskie. Konkurencja par | Zawody europejskie. Konkurencja par | Zawody europejskie. Konkurencja par | Zawody europejskie. Konkurencja par | Zawody europejskie. Konkurencja par |
| Rok                                 | Miejsce                             | Zawody                              | Kategoria                           | Partner                             | Pozycja                             |
| ----------------------------------- | ----------------------------------- | ----------------------------------- | ----------------------------------- | ----------------------------------- | ----------------------------------- |
| 2003                                | Mentona                             | 1. Otwarte Mistrzostwa Europy       | Open                                | Bernhard Bussek                     | 36                                  |
| 2003                                | Mentona                             | 1. Otwarte Mistrzostwa Europy       | Mikst                               | Ulrike Liss                         | 219                                 |
| 1999                                | Warszawa                            | 10. Mistrzostwa Europy Par          | Open                                | Gerhard Schiesser                   | 75                                  |
| 1998                                | Akwizgran                           | 5. Mistrzostwa Europy Mikstów       | Mikst                               | Andrea Rauscheid–Reim               | 122                                 |
| 1996                                | Monte Carlo                         | 4. Mistrzostwa Europy Mikstów       | Mikst                               | Andrea Rauscheid–Reim               | 75                                  |
| 1994                                | Barcelona                           | 3. Mistrzostwa Europy Mikstów       | Miksty                              | Andrea Rauscheid–Reim               | 52                                  |
| 1993                                | Bielefeld                           | 7. Mistrzostwa Europy Par           | Open                                | Georg Nippgen                       | 141                                 |
| 1991                                | Fiesch                              | 1. Mistrzostwa Europy Par Juniorów  | Juniorzy                            | Guido Hopfenheit                    | 4                                   |
| 1991                                | Montecatini                         | 6. Mistrzostwa Europy Par           | Open                                | Georg Nippgen                       | 107                                 |

## Klasyfikacja
- Roland Rohowsky – klasyfikacja WBF (ang.)
- Roland Rohowsky – klasyfikacja EBL (ang.)